# حبسة تعبيرية
الحبسة التعبيرية، تُعرف أيضًا بحبسة بروكا، هي أحد أنواع الحبسة المتسمة بفقد جزئي في القدرة على إنتاج اللغة (المنطوقة، أو المكتوبة أو لغة الإشارة)، على الرغم من بقاء الفهم سليمًا. يبذل الشخص المصاب بالحبسة التعبيرية جهدًا عند الكلام. يشمل الكلام عمومًا كلمات ذات محتوى هام لكنه يفتقر الكلمات الوظيفية ذات الأهمية النحوية مقارنة بالمعنى المادي، مثل حروف الإضافة وأدوات التعريف والتنكير. يُعرف ذلك باسم «الكلام التلغرافي». إذ يبقى المعنى المراد من جملة الشخص مفهومًا، إلا أنها غير صحيحة نحويًا. في الأشكال المتقدمة من الحبسة التعبيرية، قد لا يستطيع الشخص التكلم إلا باستخدام ألفاظ من كلمة واحدة. نموذجيًا، يتدهور الفهم بشكل خفيف إلى متوسط في الحبسة التعبيرية نتيجة صعوبة فهم القواعد النحوية المعقدة.
تنتج الحبسة التعبيرية عن التلف المكتسب في المناطق الأمامية من الدماغ، مثل منطقة بروكا. تشكل أيضًا واحدة من المجموعات الفرعية لعائلة الاضطرابات الأكبر المعروفة ككل باسم الحبسة. تعاكس الحبسة التعبيرية الحبسة الاستقبالية، التي يتسم المصاب بها بقدرته على التكلم بجمل نحوية لكنها تفتقر الدلالات اللفظية الهامة، بالإضافة إلى إظهاره صعوبات في الفهم. تختلف الحبسة التعبيرية عن الرتة، التي تتميز بانعدام قدرة المريض على تحريك عضلات اللسان والفم بفعالية من أجل إنتاج الكلام. تختلف الحبسة التعبيرية أيضًا عن تعذر الأداء النطقي، الذي يُعد أحد الاضطرابات الحركية المتميزة بانعدام القدرة على إنشاء الخطط الحركية وترتيب تسلسلها من أجل الكلام.

## الأسباب

### الأسباب الأكثر شيوعًا
- السكتة الدماغية أو نقص أكسجين الدماغ
- أورام الدماغ
- رضوض الدماغ

### الأسباب الأقل شيوعًا
- الأمراض المناعية الذاتية
- متلازمة الأباعد الورمية
- النقيلة المجهرية
- أمراض التحلل العصبي
- بعض أنواع العدوى (على سبيل المثال، البرتونيلة الهنسيلية[9])
- الأمراض الأيضية (على سبيل المثال، حالة فرط الأسمولية مع فرط سكر الدم[10])

#### الأسباب الشائعة
تمثل السكتة الدماغية السبب الأكثر شيوعًا للحبسة التعبيرية. تنتج السكتة الدماغية عن نقص انسياب الدم (نقص الأكسجين) في منطقة ما من الدماغ، يعود ذلك عادةً إلى حدوث خثار أو انسداد وعائي. تصيب بعض أشكال الحبسة 34-38% من مرضى السكتة الدماغية. تشكل السكتة التعبيرية بدورها ما يقارب 12% من حالات الحبسة الجديدة الناتجة عن السكتة الدماغية.
في معظم الحالات، تنتج الحبسة التعبيرية عن سكتة دماغية في منطقة بروكا أو المنطقة المجاورة لها. تقع منطقة بروكا في الجزء السفلي من الشقرة أمام الحركية في نصف الكرة المخية السائد في اللغة، وتُعد مسؤولة عن التخطيط الحركي للكلام. مع ذلك، لوحظت الحبسة التعبيرية لدى المرضى المصابين بسكتة دماغية في مناطق أخرى من الدماغ. بشكل عام، يظهر المرضى المصابون بأعراض الحبسة التعبيرية الكلاسيكية آفات دماغية أكثر حدة، بينما يظهر المرضى المصابين بآفات منتشرة أكبر أعراضًا متنوعة مصنفة كحبسة شاملة أو غير قابلة للتصنيف.
قد تحدث الحبسة التعبيرية أيضًا نتيجة رضوض الدماغ، والأورام، والنزف المخي والخراج خارج الجافية.
يُعتبر فهم تفارق وظائف الدماغ أمرًا بالغ الأهمية من أجل فهم المناطق الدماغية المسببة للحبسة التعبيرية في حال تلفها. في الماضي، اعتُقد أن منطقة إنتاج اللغة مختلفة بين الفردين الأيمن والأعسر. لو كان ما سبق صحيحًا، يؤدي التلف الحاصل في منقطة متماثلة من منطقة بروكا في نصف الكرة المخية الأيمن إلى حدوث الحبسة لدى الفرد الأعسر. أثبتت الدراسات الحديثة امتلاك الفرد الأعسر أيضًا الوظائف اللغوية في نص الكرة المخية الأيسر فقط. مع ذلك، يُعد الأفراد العسراويون أكثر عرضة لسيادة اللغة في نصف الكرة المخية الأيمن.

#### الأسباب غير الشائعة
تشمل الأسباب الأقل شيوعًا للحبسة التعبيرية تظاهرات المناعة الذاتية الأولية وتظاهرات المناعة الذاتية الثانوية التالية للسرطان (مثل متلازمة الأباعد الورمية)، التي اعتُبرت الفرضية الأولية للعديد من حالات الحبسة، خاصة لدى ترافقها مع اضطرابات نفسية وعيوب عصبية بؤرية. وصفت العديد من تقارير الحالة حبسة الأباعد الورمية، وتميل التقارير الدقيقة إلى وصف الحبسة التعبيرية. على الرغم من محاولة استبعاد النقيلة المجهرية في معظم الحالات، قد تمثل بعض حالات حبسة الأباعد الورمية نقيلة شديدة الصغر في المناطق الحركية الصوتية.
قد تشمل أعراض اضطرابات التحلل العصبي الحبسة. يتظاهر مرض آلزهايمر أحيانًا مع الحبسة الطليقة أو الحبسة التعبيرية. تصف بعض تقارير الحالة الخاصة بمرض كروتزفيلد جاكوب تظاهر المرض بالحبسة التعبيرية.

## التشخيص
تُصنف الحبسة التعبيرية كحبسة فقد الطلاقة، على عكس الحبسة الطليقة. يوضع التشخيص على أساس الحالة الفردية، إذ تؤثر الآفات غالبًا على القشرة المخية المحيطة وتتفاوت العيوب بشدة بين مرضى الحبسة.
نموذجيًا، يلاحظ الطبيب الحبسة لدى مريض معالج من تلف في الدماغ لأول مرة. تشمل العمليات الروتينية اللازمة لتحديد وجود الآفة وموضعها في الدماغ كلًا من التصوير بالرنين المغناطيسي والتصوير المقطعي المحوسب. يكمل الطبيب تقييمًا موجزًا لقدرة المريض على فهم اللغة وإنتاجها. لإجراء مزيد من الاختبارات التشخيصية، يجب على الطبيب إحالة المريض إلى أخصائي أمراض النطق والكلام، من أجل استكمال التقييم الشامل.
يوجد عدد من الاختبارات والإجراءات شائعة الاستخدام من أجل تشخيص مريض مصاب بحبسة بروكا. تصنف أداة التقييم المسماة بطارية الحبسة الغربية (دبليو إيه بي) الأفراد حسب درجاتهم في الاختبارات الفرعية؛ الكلام التلقائي، والفهم السمعي، والتكرار والتسمية. يعمل اختبار الحبسة التشخيصي لبوسطن (بي دي إيه إي) على تصنيف المستخدمين في نوع معين للحبسة، وتخمين موقع الآفة وتقييم القدرات اللغوية الحالية. يستطيع مؤشر بورش لقدرة التواصل (بّي آي سي إيه) توقع نتائج التعافي المحتملة لمرضى الحبسة. يمثل مقياس جودة الحياة أيضًا إحدى أدوات التقييم المهمة. تمكن بعض الاختبارات، مثل تقييم التعايش مع الحبسة (إيه إل إيه) ومقياس الرضا عن الحياة (إس دبليو إل إس)، المعالجين من استهداف المهارات المهمة والهادفة بالنسبة للفرد.
بالإضافة إلى التقييمات الأساسية، تُعد المقابلات مع المريض وأسرته من المصادر الهامة والفعالة للمعلومات. تشكل كل من هوايات المريض السابقة، واهتماماته، وشخصيته وعمله عواملًا بالغة الأهمية في التأثير على العلاج وتحفيز المريض طوال عملية التعافي. يستطيع الأخصائيون عبر مقابلات المريض وملاحظاتهم فهم أوليات المريض وأسرته، وتحديد ما يأمل المريض باسترداده من خلال العلاج. تفيد الملاحظات على المريض أيضًا في تحديد مكان بدء العلاج. تعطي السلوكيات والتفاعلات الحالية مع المريض المعالج فكرة عن مريضه واحتياجاته الفردية. يمكن الحصول على المزيد من المعلومات حول المريض من سجلاته الطبية، وإحالات المريض من الأطباء وطاقم التمريض.
لدى المرضى غير الناطقين مستخدمي لغة الإشارة، يعتمد التشخيص غالبًا على المقابلات مع معارف المريض، مع ملاحظة الاختلافات في إنتاج الإشارات قبل التلف الدماغ وبعده. يبدأ كثير من هؤلاء المرضى في الاعتماد على الإيماءات غير اللغوية من أجل التواصل، عوضًا عن استخدام الإشارات نتيجة إعاقة إنتاجهم اللغوي.

## العلاج
في الوقت الحالي، لا يوجد علاج قياسي للحبسة التعبيرية. توضع معظم علاجات الحبسة بشكل مخصص لكل فرد بناءً على حالة المريض واحتياجاته وفق تقييم أخصائي أمراض النطق والكلام. يختبر المرضى فترة من التعافي التلقائي بعد إصابة الدماغ ويستعيدون الكثير من الوظائف اللغوية.
في الشهور التالية للإصابة أو السكتة الدماغية، يتلقى غالبية المرضى العلاج التقليدي لعدة ساعات في اليوم. يمارس المرضى تكرار الكلمات والعبرات من بين العديد من التمرينات الأخرى. يشمل العلاج التقليدي أيضًا تدريس الآليات التي من شأنها تعويض فاقد الوظيفة اللغوية مثل الرسم واستخدام العبارات سهلة اللفظ.
يُعتبر وضع أساس للتواصل مع الأسرة ومقدمي الرعاية في الحياة اليومية للمريض أمرًا بالغ الأهمية. يوضع العلاج بشكل مخصص فردي اعتمادًا على أوليات المريض الخاصة، إلى جانب مدخلات الأسرة.
يمكن للمريض الاختيار بين العلاج الفردي أو الجماعي. يتميز العلاج الجماعي بنتائجه المجدية على الرغم من قلة شيوعه مقارنة بالعلاج الفردي. تشمل بعض أنواع العلاج الجماعي الإرشاد الأسري، ومجموعات الوقاية، ومجموعات الدعم ومجموعات العلاج.